# Jovan Aćimović
Jovan Aćimović (en serbio cirílico: Joван Аћимовић; n. 21 de junio de 1948, Belgrado) es un exfutbolista y entrenador serbio. Jugó como centrocampista principalmente en el Estrella Roja de Belgrado.

## Selección nacional
Aćimović fue internacional con la selección nacional de Yugoslavia (55 partidos/tres goles), participando en la Copa Mundial de la FIFA 1974 y en la UEFA Euro 1968, en la que acabaron subcampeones, y UEFA Euro 1976.